# Pseudotessellarctia
Pseudotessellarctia este un gen de insecte lepidoptere din familia Arctiidae.

Cladograma conform Catalogue of Life:
| Pseudotessellarctia | \| \| Pseudotessellarctia brunneitincta \| \| \| \| \| \| Pseudotessellarctia ursina \| \| \| \| |
|                     | \| \| Pseudotessellarctia brunneitincta \| \| \| \| \| \| Pseudotessellarctia ursina \| \| \| \| |
|                     | Pseudotessellarctia brunneitincta                                                                |
|                     |                                                                                                  |
|                     | Pseudotessellarctia ursina                                                                       |
|                     |                                                                                                  |